# Aldredo
Coroação de Guilherme I por Aldredo, arcebispo de Iorque (Chronica majora)
Aldredo ou Eldredo (em inglês: Ealdred/Aldred; ? - Iorque, 11 de setembro de 1069) foi um clérigo inglês, abade de Tavistock, bispo de Worcester, e arcebispo de Iorque no início da Idade Média na Inglaterra. Está relacionado a uma série de outros eclesiásticos da época. Depois de se tornar monge no mosteiro de Winchester, foi nomeado abade na abadia de Tavistock por volta de 1027. Em 1046 foi nomeado para a diocese de Worcester. Aldredo, além de suas funções episcopais, serviu a Eduardo, o Confessor, rei da Inglaterra, como diplomata e líder militar. Esforçou-se para trazer da Hungria de volta à Inglaterra um dos parentes do rei, Eduardo, o Exilado, para garantir um herdeiro para o rei sem filhos.
Em 1058, ele empreendeu uma peregrinação a Jerusalém, sendo o primeiro bispo da Inglaterra a fazê-lo. Como administrador da diocese de Herefórdia, esteve envolvido na luta contra os galeses, sofrendo duas derrotas nas mãos dos invasores antes de assegurar um acordo com Gruffydd ap Llywelyn, governante galês.
Em 1060, Aldredo foi eleito arcebispo de Iorque, mas teve dificuldade em obter a aprovação papal para sua nomeação, conseguindo-a somente quando prometeu não ocupar simultaneamente os bispados de Iorque e Worcester. Ajudou a garantir a eleição de Vulstano como seu sucessor em Worcester. Durante seu arcebispado, construiu e embelezou as igrejas em sua diocese, e trabalhou para aprimorar seu clero, realizando um sínodo, que publicou regulamentos para o sacerdócio.
Algumas fontes afirmam que, após a morte do rei Eduardo, o Confessor, em 1066, foi Aldredo quem coroou Haroldo, filho de Goduíno como rei da Inglaterra. Aldredo apoiou Haroldo como rei, mas quando este foi derrotado na batalha de Hastings, Aldredo apoiou Edgar, o Atelingo e depois endossou o rei Guilherme, o Conquistador, o duque da Normandia, e parente distante do rei Eduardo. Aldredo coroou o rei Guilherme no dia de Natal de 1066. Guilherme nunca confiou totalmente em Aldredo ou nos outros líderes ingleses, e Aldredo teve que acompanhar Guilherme em sua volta à Normandia em 1067, mas retornou a Iorque por ocasião da sua morte, em 1069. Aldredo apoiou as igrejas e mosteiros de sua diocese com doações e projetos de construção.

## Juventude
Aldredo provavelmente nasceu no oeste da Inglaterra, e pode estar relacionado com Lifingo de Winchester, seu antecessor como bispo de Worcester. Sua família, de Devonshire, pode ter sido abastada. Outro parente foi Vilstano ou Vulstano, que sob a influência de Aldredo tornou-se abade de Gloucester. Aldredo foi um monge no cabido catedralício da catedral de Winchester antes de se tornar abade da abadia de Tavistock por volta de 1027, cargo que ocupou até aproximadamente 1043. Mesmo após deixar o abaciado de Tavistock, continuou a manter duas propriedades da abadia até sua morte. Nenhum documento contemporâneo relacionado ao tempo de Aldredo como abade foi descoberto.
Aldredo foi nomeado bispo de Worcester em 1046, cargo que ocupou até sua renúncia em 1062. Pode ter atuado como bispo sufragâneo, ou subordinado, de seu predecessor Lifingo, antes de assumir formalmente o bispado, já que a partir de cerca de 1043, Aldredo testemunhou como episcopus, ou bispo, e uma carta de 1045 ou início de 1046 nomeia Sitrico como abade de Tavistock. Lifingo morreu em 26 de março de 1046, e Aldredo tornou-se bispo de Worcester, pouco depois. Contudo, Aldredo não recebeu as outras duas dioceses que Lifingo possuía,: Crediton e Cornualha. O rei Eduardo, o Confessor (que reinou de 1043 a 1066), concedeu-as a Leofrico, que combinou ambas as sedes em Crediton em 1050.

## Bispo e conselheiro real
Aldredo era conselheiro do rei Eduardo, o Confessor, e frequentemente participava do governo real. Ele também era líder militar e, em 1046, liderou uma expedição malsucedida contra os galeses. Isso foi em retaliação a um ataque liderado pelos governantes galeses Gruffudd ap Rhydderch, Rhys ap Rhydderch, e Gruffydd ap Llywelyn. A expedição de Aldredo foi traída por alguns soldados galeses que serviam aos ingleses, e Aldredo foi derrotado.
Em 1050, Aldredo foi a Roma "na missão do rei", aparentemente para garantir a aprovação papal para transferir a sede, ou centro, do bispado de Crediton para Exeter. Pode ter sido também para assegurar a liberação do rei de um voto de peregrinação, se acreditarmos nas fontes posteriores à conquista normanda. Enquanto estava em Roma, participou de um concílio papal, com seu colega inglês, o bispo Hermano. Naquele mesmo ano, quando Aldredo voltava para a Inglaterra, conheceu Sueno, um filho de Goduíno, Conde de Wessex, e provavelmente absolveu Sueno por sequestrar a abadessa da abadia de Leominster, em 1046. Por intercessão de Aldredo, Sueno foi restaurado ao seu condado, que havia perdido após sequestrar a abadessa e assassinar seu primo Beorn Estrithson. Aldredo ajudou Sueno não somente porque era um apoiador da família do conde Goduíno, mas também porque o condado de Sueno ficava próximo ao seu bispado. Em 1049, salteadores irlandeses aliaram-se a Gruffydd ap Rhydderch de Gwent em uma invasão ao longo do rio Usk. Aldredo tentou em vão expulsar os invasores, mas foi novamente vencido pelos galeses. Esse fracasso ressaltou a necessidade de Aldredo de ter um conde forte na região para protegê-la contra invasões. Normalmente, o bispo de Herefórdia teria liderado a defesa na ausência de um conde de Herefórdia, mas em 1049, o titular, Etelstano, estava cego, então Aldredo assumiu o papel de defensor.

## Viagens diplomáticas

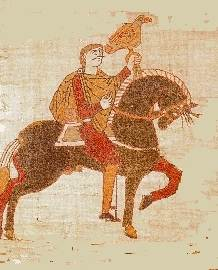
Haroldo, filho de Goduíno, detalhe da tapeçaria de Bayeux

A rebelião do conde Goduíno contra o rei em 1051, foi um duro golpe para Aldredo, que era um apoiador do conde e de sua família. Aldredo estava presente no conselho real em Londres, que baniu a família de Goduíno. Mais tarde, em 1051, quando foi enviado para interceptar Haroldo, filho de Goduíno e seus irmãos, enquanto fugiam da Inglaterra, após a proscrição de seu pai, Aldredo “não pôde ou não quis” capturar os irmãos. O banimento do patrono de Aldredo ocorreu logo após a morte de Elfrico Putoco, arcebispo de Iorque. Iorque e Worcester tinham laços estreitos há muito tempo, e as duas sedes eclesiásticas eram frequentemente ocupadas em pluralidade, ou seja, ao mesmo tempo. Aldredo provavelmente queria se tornar arcebispo de Iorque, após a morte de Elfrico, mas o eclipse de seu patrono levou o rei a nomear Cinesigo, um capelão real, em seu lugar. Em setembro de 1052, porém, Goduíno retornou do exílio e sua família foi restaurada no poder. No final de 1053, Aldredo estava mais uma vez nas boas graças da realeza. Em algum momento, ele teria acompanhado Sueno em uma peregrinação à Terra Santa, mas não há provas disso.
Em 1054 o rei Eduardo enviou Aldredo à Alemanha para obter a ajuda do imperador Henrique III no retorno de Eduardo, o Exilado, filho de Edmundo Braço de Ferro, à Inglaterra. Edmundo (que reinou em 1016) era meio-irmão mais velho do rei Eduardo, o Confessor, e o filho de Edmundo, Eduardo, estava na Hungria sob a proteção do rei André I, tendo deixado a Inglaterra ainda bebê após a morte do pai e a ascensão de Canuto como rei da Inglaterra. Nessa missão, Aldredo teve algum sucesso e obteve uma visão do funcionamento da igreja alemã durante uma estadia de um ano com Hermano II, arcebispo de Colônia. Ficou também impressionado com os edifícios que viu e, mais tarde, incorporou alguns dos estilos alemães em suas próprias construções. O principal objetivo da missão, no entanto, era garantir o retorno de Eduardo, mas isso falhou, principalmente porque as relações de Henrique III com os húngaros eram tensas, e o imperador não podia ou não queria ajudar Aldredo. Aldredo conseguiu descobrir que Eduardo estava vivo e tinha um lugar na corte húngara.  Embora algumas fontes afirmem que Aldredo participou da coroação do imperador Henrique IV, isso não é possível, pois na data em que Henrique foi coroado, Aldredo estava na Inglaterra consagrando um abade.
Aldredo voltou para a Inglaterra em 1055, trazendo consigo uma cópia do Pontificale Romano-Germanicum, um conjunto de liturgias. Uma cópia existente dessa obra, atualmente manuscrito Cotton Vitellus E xii, foi identificada como uma cópia de propriedade de Aldredo. Parece provável que a Regra de Crodegango, um conjunto continental de ordenanças para a vida comunitária dos cônegos seculares, tenha sido introduzida na Inglaterra por Aldredo algum momento antes de 1059. Provavelmente ele a trouxe da Alemanha, possivelmente em conjunto com Haroldo.
Após o retorno de Aldredo à Inglaterra, ele assumiu o comando das sedes de Herefórdia e Ramsbury. Aldredo também administrou as abadias de Winchcombe e Gloucester. Os autores do Manual de Cronologia Britânica, terceira edição afirmam que ele foi nomeado bispo de Herefórdia em 1056, mantendo a sé até renunciar em 1060, mas, outras fontes afirmam que ele somente administrou a sé enquanto ela estava vaga, ou que ele foi bispo de Herefórdia de 1055 a 1060.
Aldredo envolveu-se com o bispado de Ramsbur após seu bispo Hermano entrar em uma disputa com o rei Eduardo sobre a transferência da sede do seu bispado para a abadia de Malmesbury. Hermano desejava transferir a sede de seu bispado, mas Eduardo recusou a permissão para a mudança. Aldredo era um colaborador próximo de Hermano, e o historiador H. R. Loyn chamou Hermano de "uma espécie de alter ego" de Aldredo. Segundo o cronista medieval João de Worcester, Aldredo recebeu a sé de Ramsbury para administrar enquanto Hermano permanecia fora da Inglaterra. Hermano retornou em 1058, e reassumiu seu bispado. Não há evidências documentais contemporâneas da administração de Aldredo em Ramsbury.

## Assuntos de Gales, Jerusalém e Worcester
O rei voltou a empregar Aldredo como diplomata em 1056, quando ajudou os condes Haroldo e Leofgar nas negociações com os galeses. Eduardo enviou Aldredo após a morte em batalha do bispo Leofgar de Herefórdia, que havia atacado Gruffydd ap Llywelyn após incentivo do rei. No entanto, Leofgar perdeu a batalha e sua vida, e Eduardo teve que pedir paz. Embora faltem detalhes sobre as negociações, Gruffydd ap Llywelyn jurou lealdade ao rei Eduardo, mas o juramento pode não ter tido nenhuma obrigação por parte de Gruffydd para com Eduardo. Os termos exatos da submissão não são totalmente conhecidos, mas Gruffydd não foi obrigado a ajudar Eduardo na guerra, nem a comparecer à corte de Eduardo. Aldredo foi recompensado com a administração da sé de Herefórdia, que ocupou até 1061, e nomeado arcebispo de Iorque. A diocese havia sofrido um sério ataque dos galeses em 1055, e durante sua administração, Aldredo continuou a reconstrução da catedral, bem como garantiu os direitos de cabido catedralício. A Aldredo foi concedida a administração, a fim de que a área tivesse alguém com experiência com os líderes galeses.
Em 1058, Aldredo fez uma peregrinação a Jerusalém, sendo o primeiro bispo inglês a fazer essa viagem. Viajou pela Hungria, e a Crônica Anglo-Saxônica diz que "ele foi a Jerusalém de uma maneira que ninguém antes dele havia feito". Enquanto estava em Jerusalém, ele doou um cálice de ouro à igreja do Santo Sepulcro. É possível que a razão pela qual Aldredo viajou pela Hungria, foi a de organizar a viagem da família de Eduardo, o Exilado, para a Inglaterra. Outra possibilidade é que ele desejasse procurar outros possíveis herdeiros do rei Eduardo na Hungria. Não se sabe exatamente quando a família de Eduardo, o Exilado retornou à Inglaterra, se eles retornaram com Eduardo em 1057, ou algum tempo depois, portanto, é somente uma possibilidade que tenham retornado com Aldredo em 1058.
Há muito poucas evidências documentais disponíveis do tempo em que Aldredo foi bispo de Worcester. Somente cinco contratos de arrendamento assinados por ele sobreviveram, todos datados de 1051 a 1053. Existem mais dois contratos de arrendamento no Cartulário de Hemming, mas somente como cópias. Não está claro como a diocese de Worcester era administrada quando Aldredo estava no exterior, embora pareça que Vulstano, o prior do cabido catedralício, desempenhava as funções religiosas na diocese. No aspecto financeiro, a Crônica da Abadia de Evesham afirma que Etelvigo, que se tornou abade da abadia de Evesham em 1058, administrava Worcester antes de se tornar abade.

## Arcebispo de Iorque

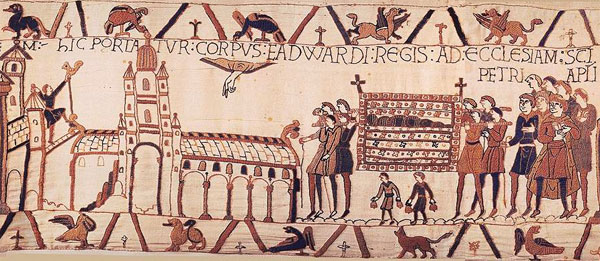
O cortejo fúnebre de Eduardo, o Confessor, na tapeçaria de Bayeux

Cinesigo, arcebispo de Iorque, morreu no dia 22 de dezembro de 1060, e Aldredo foi eleito Arcebispo de Iorque no dia de Natal de 1060. Embora um bispo tenha sido prontamente nomeado para Herefórdia, nenhum foi nomeado para Worcester, e parece que Aldredo pretendia manter Worcester com Iorque, assim como vários de seus antecessores haviam feito. Havia algumas razões para isso, uma das quais era política, já que os reis da Inglaterra preferiam nomear bispos do sul para as dioceses do norte, na esperança de contrariar a tendência separatista do norte. Outra razão era que Iorque não era uma sé rica, ao contrário de Worcester. Manter Worcester com Iorque permitia ao arcebispo uma renda suficiente para se sustentar.
Em 1061, Aldredo viajou para Roma para receber o pálio, o símbolo da autoridade de um arcebispo. Viajando com ele foi Tostigo, outro filho do conde Goduíno, que agora era conde da Nortúmbria. Guilherme de Malmesbury diz que Aldredo, “aproveitando da simplicidade do rei Eduardo e alegando o costume de seus antecessores, adquiriu, mais por suborno do que por razão, o arcebispado de Iorque, enquanto ainda mantinha sua antiga sé”. No entanto, ao chegar a Roma, ele foi acusado de simonia, ou compra de cargos eclesiásticos, e falta de conhecimento, e sua elevação ao arcebispado de Iorque foi recusada pelo Papa Nicolau II, que também o destituiu de Worcester. A história da destituição de Aldredo vem da Vita Edwardi, uma biografia de Eduardo, o Confessor, mas a Vita Wulfstani, um relato da vida do sucessor de Aldredo em Worcester, Vulstano, diz que o papa Nicolau, recusou-se a entregar o pálio até que Aldredo prometesse encontrar um substituto para Worcester. Outro cronista, João de Worcester, não menciona nada sobre qualquer problema existente em Roma, e quando se discute a nomeação de Vulstano, diz que Vulstano foi eleito livremente e por unanimidade pelo clero e pelo povo. João de Worcester também afirma que na consagração de Vulstano, Estigando, arcebispo da Cantuária, obteve a promessa de Aldredo, de que nem ele nem seus sucessores reivindicariam qualquer jurisdição sobre a diocese de Worcester. Tendo em conta que João de Worcester escreveu sua crônica, após a disputa pela supremacia entre Cantuária e Iorque, a história de Aldredo renunciando a qualquer reivindicação sobre Worcester precisa ser considerada suspeita.
Por algum motivo, Aldredo renunciou à sede de Worcester em 1062, quando os legados papais chegaram à Inglaterra para realizar um concílio e garantir que Aldredo renunciasse a Worcester, o que aconteceu na Páscoa de 1062. Aldredo foi sucedido por Vulstano, escolhido por Aldredo, mas João de Worcester relata que Aldredo teve dificuldade para decidir entre Vulstano e Etelvigo. Os legados haviam insistido na escolha de Vulstano devido a sua santidade. Como a posição de Estigando, o arcebispo da Cantuária, era irregular, Vulstano buscou e recebeu de Aldredo a consagração como bispo. Normalmente, Vulstano seria consagrado pelo arcebispo da Cantuária, já que a sé de Worcester estava na província de Canterbury Embora Aldredo tenha desistido do bispado, a nomeação de Vulstano permitiu a Aldredo continuar com sua considerável influência sobre a sé de Worcester. Aldredo manteve uma série de propriedades pertencentes a Worcester. Mesmo após a conquista normanda, Aldredo ainda controlava alguns eventos em Worcester, e foi Aldredo, e não Vulstano, quem se opôs à tentativa de Urse d'Abetot de estender o castelo de Worcester até os limites da catedral, após a conquista normanda.
Enquanto arcebispo, Aldredo construiu em Beverley, expandindo os projetos de construção iniciados por seu antecessor Cinesigo, além de reparar e expandir outras igrejas em sua diocese. Construiu também refeitórios para os cônegos em Iorque e Southwell. Foi também o único bispo a publicar uma legislação eclesiástica durante o reinado de Eduardo, o Confessor, na tentativa de disciplinar e reformar o clero. Realizou um sínodo com seu clero, pouco antes de 1066.

## Após a morte de Eduardo, o Confessor

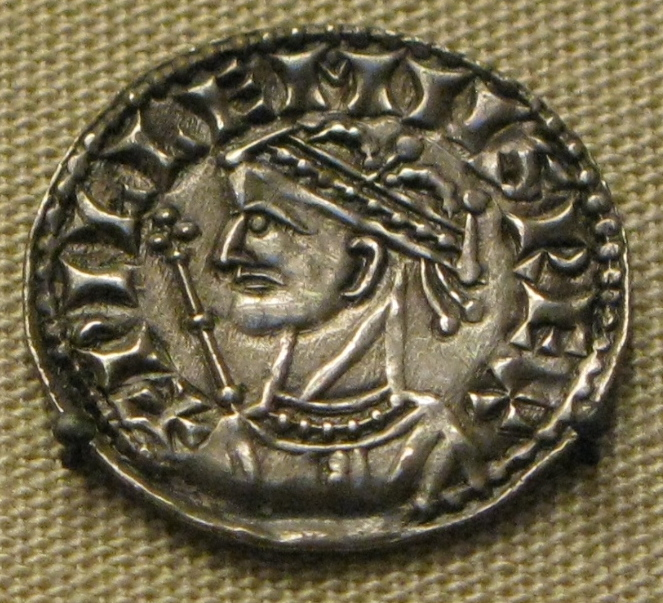
Uma moeda de prata do reinado de Guilherme, o Conquistador

João de Worcester, um cronista medieval, afirmou que Aldredo coroou o rei Haroldo II, em 1066, embora os cronistas normandos mencionem Estigando como o prelado oficiante. Dado o conhecido apoio de Aldredo à família de Goduíno, é provável que João de Worcester esteja correto. A posição de Estigando como arcebispo era canonicamente suspeita, e, como o conde Haroldo não havia permitido que Estigando consagrasse uma das igrejas do conde, é improvável que Haroldo tivesse permitido que Estigando realizasse a coroação real, muito mais importante. Os argumentos a favor de Estigando ter realizado a coroação, no entanto, baseiam-se no fato de que nenhuma outra fonte inglesa cita o nome do eclesiástico que realizou a cerimônia; todas as fontes normandas afirmam ser Estigando o oficiante. De qualquer forma, Aldredo e Haroldo eram próximos, e Aldredo apoiou a candidatura de Haroldo para se tornar rei. Aldredo talvez tenha acompanhado Haroldo quando o novo rei foi para Iorque e garantiu o apoio dos magnatas do norte logo após a consagração de Haroldo.
Segundo o cronista medieval Godofredo Gaimar, após a batalha de Stamford Bridge, Haroldo confiou o espólio adquirido de Haroldo Hardrada a Aldredo. Gaimar afirma que o rei Haroldo fez isso porque ouviu falar do desembarque do duque Guilherme na Inglaterra, e tinha pressa em seguir para o sul para combatê-lo. Após a batalha de Hastings, Aldredo se juntou ao grupo que tentou proclamar Edgar, o Atelingo, filho de Eduardo, o Exilado, como rei, mas acabou se submetendo a Guilherme, o Conquistador em Berkhamsted. João de Worcester, diz que o grupo que apoiava Edgar vacilou sobre o que fazer enquanto Guilherme devastava o campo, o que levou Aldredo e Edgar a se submeterem a Guilherme.
Aldredo coroou Guilherme como rei no dia de Natal de 1066. Uma inovação na cerimônia de coroação de Guilherme foi que, antes da coroação propriamente dita, Aldredo perguntou à multidão reunida, em inglês, se era desejo deles que Guilherme fosse coroado rei. O bispo de Coutances, em seguida, fez o mesmo, mas em francês normando. Em março de 1067, Guilherme levou Aldredo consigo quando retornou à Normandia, com outros líderes ingleses: o conde Eduíno da Mércia, o conde Morcar, Edgar, o Atelingo e o arcebispo Estigando. Aldredo, na Festa do Divino Espírito Santo de 1068, realizou a coroação de Matilde, esposa de Guilherme. O Laudes Regiae, ou canção de louvor a um governante, executada na coroação de Matilde, pode ter sido composta pelo próprio Aldredo para a ocasião. Em 1069, quando os tanos do norte se rebelaram contra Guilherme e tentaram instalar Edgar, o Atelingo, como rei, Aldredo continuou a apoiar Guilherme. No entanto, ele foi o único líder do norte a apoiar Guilherme. Aldredo retornou a Iorque em 1069. Morreu lá em 11 de setembro de 1069, e foi sepultado em sua catedral episcopal. Pode ter participado ativamente da tentativa de acalmar as rebeliões no norte em 1068 e 1069. O cronista medieval Guilherme de Malmesbury registra uma história de que, quando o novo xerife de Worcester, Urse d'Abetot, invadiu o cemitério do capítulo catedralício para a Catedral de Worcester, Aldredo pronunciou uma maldição rimada sobre ele, dizendo: “Você se chama Urse. Que você receba a maldição de Deus”.

## Legado
Após a morte de Aldredo, uma das restrições ao tratamento de Guilherme com os ingleses foi removida. Aldredo era um dos poucos ingleses nativos em quem Guilherme parece ter confiado, e sua morte levou a menos tentativas de integrar os ingleses na administração, embora esses esforços não tenham cessado completamente. Em 1070, um concílio da Igreja foi realizado em Westminster e vários bispos foram depostos. Em 1073, havia somente dois ingleses em sedes episcopais, e na época da morte de Guilherme, em 1087, havia somente um, Vulstano II de Worcester.
Aldredo fez muito para restaurar a disciplina nos mosteiros e igrejas sob sua autoridade, e foi generoso com doações para as igrejas de sua diocese. Construiu a igreja monástica de São Pedro em Gloucester (atual catedral de Gloucester, embora nada de sua estrutura permaneça), então parte da sua diocese de Worcester. Restaurou também uma grande parte da Beverley Minster, na diocese de Iorque, acrescentando um presbitério e uma invulgar e esplêndida pintura do teto que cobria “toda a parte superior da igreja, desde o coro até a torre... misturado com ouro de várias maneiras e maravilhosamente”. Acrescentou um púlpito, “em estilo alemão”, de bronze, ouro e prata, encimado por um arco com um crucifixo pendurado feito dos mesmos materiais. ; esses foram exemplos das luxuosas decorações adicionadas a igrejas importantes nos anos anteriores à conquista normanda da Inglaterra.
Aldredo incentivou Folcardo, um monge da Cantuária, a escrever a Vida de São João de Beverley. Isso fazia parte da promoção de Aldredo do culto de São João, que havia sido canonizado somente em 1037. Juntamente com o Pontificale, Aldredo pode ter trazido de Colônia, o primeiro manuscrito das Carmina Cantabrigiensia (Canções de Cambridge) a entrar na Inglaterra, uma coleção de canções goliárdicas em latim, que se tornou famosa na Idade Média. O historiador Michael Lapidge sugere que os Laudes Regiae, que estão incluídos na Cotton Vitellius E xii, podem ter sido compostas por Aldredo, por um membro de sua família. Outro historiador, H. J. Cowdrey, argumentou que as laudes foram compostas em Winchester. Esses cânticos de louvor são provavelmente os mesmos executados na coroação de Matilde, mas podem ter sido usados em outras cerimônias da corte antes da morte de Aldredo.
Os historiadores consideram Aldredo como um “príncipe-bispo à moda antiga”. Outros dizem que ele “elevou a sé de Iorque de seu antigo estado rústico”. Ele era conhecido por sua generosidade por suas habilidades diplomáticas e administrativas. Após a conquista normanda da Inglaterra, Aldredo proporcionou um grau de continuidade entre os mundos pré e pós-conquista. Um historiador moderno considera que foi Aldredo quem esteve por trás da compilação da versão D da Crônica Anglo-Saxônica, e dá uma data na década de 1050 para sua composição. Certamente, Aldredo é uma das principais figuras da obra, e é provável que um de seus funcionários tenha compilado a versão.